# St. Mauritius (Wiesbaden)

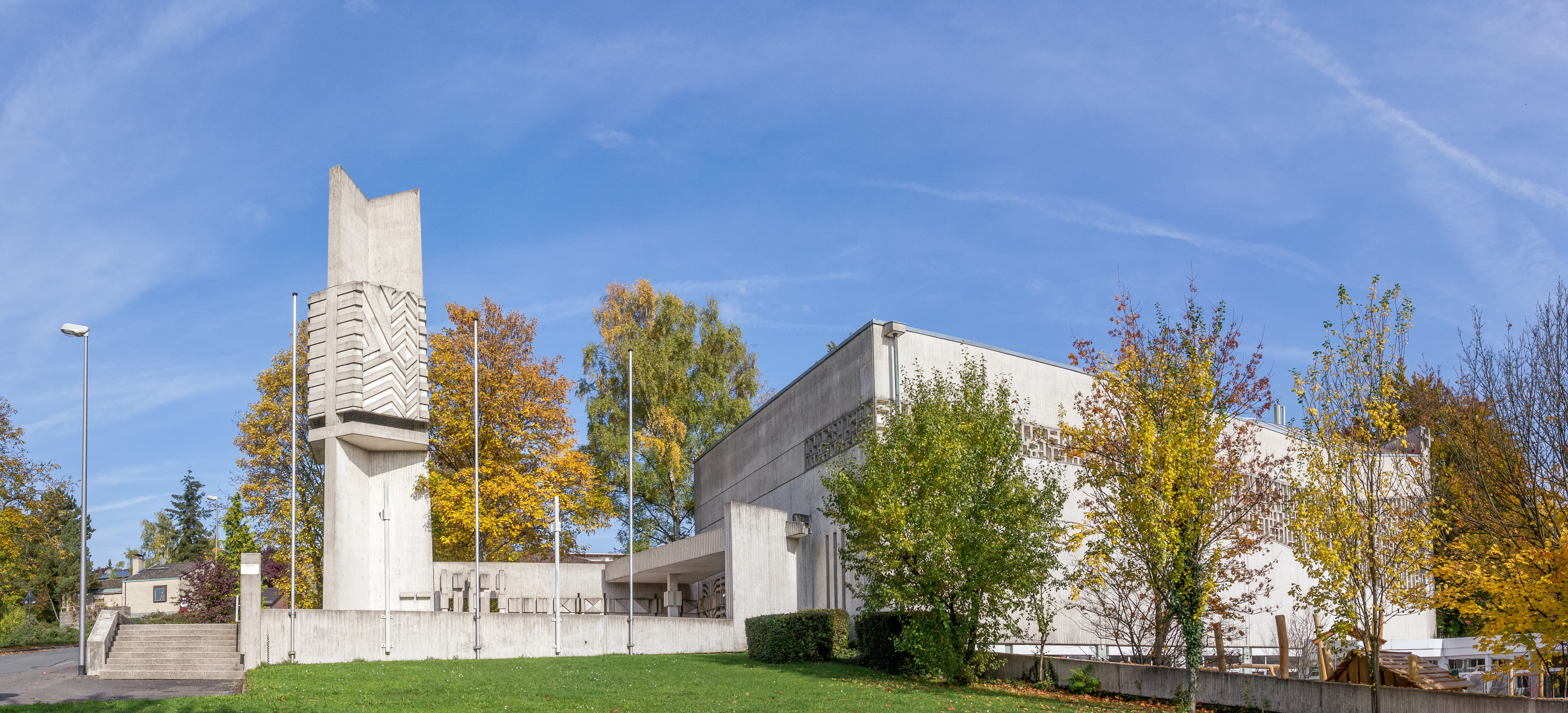
Außenansicht der Mauritiuskirche

Die St.-Mauritius-Kirche ist eine katholische Kirche in der Abeggstraße 37 in Wiesbaden.
Von 1959 bis 1960 wurden zunächst das Gemeindezentrum und Unterkirche gebaut (Architekten: Martin Braunstorfinger, Jürgen Jüchser und Peter Ressel). Die Kirche selbst, der Glockenturm und das Pfarrhaus im Stil des Brutalismus folgten 1967/1968 (Architekten: Jürgen Jüchser, Peter Ressel). Der Stuttgarter Bildhauer Otto Herbert Hajek und der Künstler Hans-Georg Schleifer entwarfen die Glasfenster, der Bildhauer Werner Kump die Eingangstür. Die Kirche wurde 1968 eingeweiht und nach dem heiligen Mauritius, dem Stadtpatron Wiesbadens, benannt. Sie steht damit in der Tradition der drei Mauritiuskirchen, deren erste bereits zur Zeit der Karolinger in Wiesbaden errichtet wurde. Seit der Fusionierung aller katholischen Gemeinden der Wiesbadener Innenstadt am 1. Januar 2012 ist St. Mauritius eine Filialkirche von St. Bonifatius.